# Glossaire des murs
Ce glossaire reprend les termes techniques qui concernent la composition des murs.
Voir aussi : Glossaire de la maçonnerie - Glossaire des colonnes - Glossaire des arcs et voûtes - Glossaire de l'architecture - Lexique de l'archéologie
- Haut – A
- B
- C
- D
- E
- F
- G
- H
- I
- J
- K
- L
- M
- N
- O
- P
- Q
- R
- S
- T
- U
- V
- W
- X
- Y
- Z

## A
- Abattre - Démolir une maison, un mur, un plancher, etc.[M 1].
- Accoudoir - Petit mur ou partie inférieure de l'ouverture d'une fenêtre[1] sur laquelle on s'appuie[M 1].
- Acrotère : prolongement des murs qui dépassent du niveau du plancher haut du dernier niveau du bâtiment.
- Affaisser - Action d'un bâtiment qui manque par les fondations, qui s'abaisse par son propre poids ; un mur s'affaisse lorsqu'il sort de son aplomb; un plancher s'affaisse quand il perd son niveau soit par une trop grande charge ou autrement[M 1].
- Aile de mur - Partie du mur de dossier qui excède l'emplacement qu'occupent les tuyaux de cheminées, qui, ordinairement, a la forme d'un trapèze[M 2].
- Allège - Partie du mur qui soutient et transmet la charge d'une fenêtre.
- Aligner - Réduire plusieurs corps à une même saillie. Les murs sont alignés lorsqu'en bornoyant, c'est-à-dire en regardant d’un œil en fermant l’autre, les moellons paraissent à l'œil sur une même ligne[M 3].

## B
- Barbacane - Ouverture longue et étroite qu'on forme de distance en distance et perpendiculairement dans la construction des murs adossés à des terres, pour laisser à ces terres la possibilité de s’égoutter[M 4].
- Boucler - Mur qui, non seulement fait ventre, mais dont les parements sont lézardés faute de liaison[M 5]; Mur bouclé - Mur qui fait ventre dans une partie de son étendue sur l'un de ses parements, laissant du vide dans son épaisseur[M 6].
- Bouffer - Mur dont un des parements fait ventre et s'est détaché faute de liaison avec l'autre parement[M 5].
- Boutant, Mur-boutant - Contrefort particulièrement saillant formant un mur perpendiculaire à celui qu'il épaule[M 5].
- Brèche - Ouverture causée à un mur de clôture par mal façon, caducité, ou faite exprès pour passer des voitures ou équipages de maçonnerie[M 7].
- Butter - Contretenir ou empêcher la poussée d'un mur, l'écartement d'une voûte par quelques contreforts, piliers, etc[M 7].
- Brut - Mur brut ou mur nu - Mur qui n'est ni enduit ni jointoyé[M 8].

## C
- Chaîne - Dans un mur de maçonnerie, un pilier de pierre élevé aplomb, soit pour fortifier le mur, soit pour porter le bout d'une poutre ou pour former l'encoignure d'un bâtiment[M 9]. Chaînage d'angle- Partie en appareil formant l'angle saillant de la jonction de deux murs.
- Chantepleure - Ouverture longue et étroite que l'on pratique verticalement dans les murs de clôture avoisinant les rivières, pour que, pendant et après les débordements, les eaux puissent entrer et sortir librement[M 10].
- Chaperon - Couverture d'un mur qui a deux égouts larmiers lorsqu'il est de clôture ou mitoyen, et qu'il appartient à deux propriétaires, mais qui n'a qu'un égout dont la chute est du côté de la propriété quand le mur appartient à un seul propriétaire; Chaperon en bahut - Chaperon dont le contour est bombé. Les chaperons sont quelquefois faits en pierre, ou recouverts d'ardoises ou de tuiles, et souvent sont en moellons et recouverts en plâtre; Chaperonner - Faire un chaperon[M 10].
- Contrefort - Anciennement contre-fort, pilier de maçonnerie ou de pierre, saillant hors le nu d'un mur de revêtement pour soutenir la poussée des terres. On le nomme aussi éperon[M 11].
- Contre-fruit - Voir Fruit
- Contre-mur - Mur qui ordinairement est appuyé derrière un autre mur en pierre ou moellon, comme pour un quai, une fosse, ou qui est isolé, pour que l'intervalle soit rempli de glaise on blocage, tel que pour un bassin[M 6].
- Cordon - Saillie en pierre carrée ou arrondie en demi-cercle, que l'on pratique dans un mur de revêtement pour les quais ou dans des murs de terrasse[M 11].
- Cyclopéen - Mur cyclopéen ou appareil cyclopéen - Mode de construction primitif, constitué de grosses pierres équarries ou non.

## D
- Déchaperonné - Mur dont le chaperon est ruiné[M 12].
- Déchausser - Fouiller par-dessous la fondation d'un mur[M 13].
- Dossier (Mur de dossier) - Mur en exhaussement sur un mur de pignon, et qui excède en largeur et en hauteur le comble, et sur lequel sont adossés les tuyaux de cheminée[M 2].

## E
- Enlier - Engager les pierres et les briques ensemble en élevant les murs - Voir Liaison[M 14].
- Épaulée - Partie de maçonnerie que l'on fait en reprise et en sous-œuvre dans un ancien mur, partie par partie, et souvent par redent[M 15].
- Éperon - Tous piliers qu'on construit extérieurement d'un mur de terrasse de distance en distance, et qui se lient avec le corps du mur pour tenir la poussée des terres. Voir aussi Contrefort[M 15].
- Escarpe - Partie d'un mur qui est en talus depuis le bas jusqu'au cordon[M 3].
- Espalier - (Contre-) Petit treillage à hauteur d'appui à quelque distance d'un mur de jardin, servant à attacher les branches des arbres fruitiers[L 1].

## F
- Fruit - Petite diminution en talus, et en dehors de bas en haut d'un mur qui lui donne une inclination peu sensible - Contre-fruit est le contraire ; on dit ordinairement de celui-ci, surplomb[M 16].

## H
- Harpes - On nomme ainsi les pierres qu'on laisse saillantes à l'extrémité d'un mur de face pour faire liaison avec la continuation qu'on pourra faire par la suite - Aussi, dans les chaînes de pierre, jambes sous poutres, dans les assises continues et chaînes d'encoignures, les pierres plus longues que celles qui forment les deux parements du mur et qui se lient avec les murs de maçonnerie en retour d'équerre, ou avec des murs de refend[M 17].
- Héberge - Étendue en hauteur et largeur qu'occupe un bâtiment contre un mur mitoyen[M 18].
- Hourdé (Mur hourdé) - Mur dont les moellons sont scellés avec du plâtre, du mortier ou de la terre[M 8].

## L
- Levée - Élévation de maçonnerie construite en forme de quai ou de digue pour soutenir les berges d'une rivière et empêcher qu'elle ne se déborde[M 19].
- Lézarde - Fente ou crevasse qui se fait dans les murs en maçonnerie et aussi dans les plâtrés des enduits sur murs, sut cloisons et sur plafonds[M 19].
- Languette - Petit mur d'environ trois pouces d'épaisseur en plâtre pigeonné, ou de deux ou de quatre pouces lorsqu'il est en briques, et qui forme les faces et les côtés des tuyaux de cheminées, depuis le manteau jusqu'à la fermeture au-dessus des combles - On nomme celle de devant languette de face, et les deux en retour languettes costières[M 20].

## M
- Margelle : todo
- Massif - Tout ouvrage en moellons ou meulière construit dans terre, et grossièrement appareillé et maçonné sans être parementé; tel est le massif d'une fondation, d'un perron, d'une culée de pont, du fond d'une fosse, le dessous d'un dallage, d'un cours de parpaing, d'un seuil[M 21].
- Mur ou muraille - Corps de maçonnerie d'une certaine épaisseur, construit en pierre, de taille, moellon, meulière ou brique, hourdé avec terre, mortier ou plâtre servant à enclore un terrain, et sur lequel on établit les planchers et le comble[M 8].
- Mur à pierres sèches - Voir Pierre sèche
- Mur brut - Voir Brut
- Mur cyclopéen - Voir Cyclopéen
- Mur circulaire - Mur dont le plan est une circonférence de cercle[M 6].
- Mur crépi - Mur jointoyé mais dont les moellons ou les briques sont entièrement recouverts de plâtre ou de mortier[M 8].
- Mur creux - Mur composé de deux couches séparées par un vide que l'on appelle aussi « coulisse ». Le mur creux, apparu dans les pays septentrionaux à partir des années 1930, est une réponse aux problèmes d'étanchéité.
- Mur d'appareil réglé - Voir Assises[M 6].
- Mur d'appui ou mur de parapet - mur qui n'a qu'au plus trois pieds de hauteur au-dessus du rez-de-chaussée, pour un pont, un quai, une terrasse, dans une cour, dans un potager[M 2].
- Mur déchaussé - Mur dont le fondement est dégradé au rez-de-chaussée, ou dont le fondement est à découvert parce qu'on a fouillé et enlevé les terres de l'ancien sol[M 6].
- Mur d'échiffre ou Parpaing d'échiffre - Mur rampant par le haut qui porte les marches d'un escalier et sur lequel on pose la rampe de pierre de bois ou de fer[M 6],[M 22].
- Mur dégradé - Mur dont le crépi ou l'enduit est tombé entièrement ou en partie, ou dont les moellons descellés ou délités ont formé quelque trou[M 6].
- Mur déversé ou mur en surplomb - Mur dont le haut n'est pas d'aplomb avec sa base[M 6].
- Mur de clôture - Mur qui renferme une enceinte de terrain, comme un parc, un jardin, une cour. On lui donne ordinairement 9 pieds de hauteur sous chaperon [M 2].
- Mur de douve - Mur intérieur d'un réservoir ou d'un bassin, qui est ordinairement séparé du mur extérieur par un corroi de glaise ou par un blocage fait de cailloux noyés dans une grande quantité de mortier[M 2].
- Mur de face - Mur extérieur d'un bâtiment, soit du côté des rues, soit du côté des cours ou jardins[M 2].
- Mur de fondation - Mur qui est construit au droit des terres ou au-dessous du rez-de-chaussée, et qui est ordinairement brut[M 8].
- Mur gouttereau - Mur portant une gouttière ou un chéneau terminant le versant de toiture et recevant les eaux par opposition au mur pignon.
- Mur de pignon - Mur latéral dont la partie supérieure est de forme triangulaire, suivant le comble qui le couvre[M 2].
- Mur de refend - Murs qui sont à l'intérieur d'un bâtiment, qui séparent les différentes pièces, portent les planchers, et dans lesquels on construit les cheminées[M 2].
- Mur de revêtement, mur de terrasse - Murs qui soutiennent des terres et auxquels on donne ordinairement du talus par dehors[M 2].
- Mur de soubassement, mur d'allège - Mur qui forme l'appui d'une fenêtre[1],[M 2].
- Mur de soutènement - Mur qui permet de contenir des terres ou tout autre matériau granulaire ou pulvérulent sur une surface réduite.
- Mur enduit - Mur dont la première couche que l'on nomme crépie, est recouverte d'une seconde couche de plâtre plus fin, mieux dressée et plus unie. On dit aussi mur ravalé[M 8].
- Mur en décharge - Mur qui, pour l'ordinaire, est plein comme sont les murs de fondation, et que, dans sa construction, on a pratiqué de distance en distance des arcades[M 6].
- Mur en talus ou mur taluté - Mur dont un des parements est sensiblement incliné ; tels sont les murs de terrasse, de quai[M 6].
- Mur en redents : voir redents[M 2].
- Mur jointoyé - Mur qui est construit de moellons ou de briques, et dont les joints sont remplis à l'affleurement avec du plâtre ou du mortier. On dit aussi Crépi à pierre apparente[M 8].
- Mur latéral - Mur en retour de celui de face, qui est ou non mitoyen[M 2].
- Mur lézardé ou mur crevassé - Mur qui présente des ouvertures sinueuses plus ou moins grandes sur une face, ou sur ses faces, faute d'avoir des liaisons suffisantes dans les moellons ou les assises en pierre[M 6].
- Mur manteau - Mur isolé par l'extérieur.
- Mur mitoyen - Mur qui est construit sur les limites de deux héritages[M 2].
- Mur orbe - Mur qui n'est percé d'aucune baie de porte ni de fenêtre, où il y en a seulement de feintes pour la symétrie ou la décoration[M 6].
- Mur-rideau - Type de façade légère
- Mur végétalisé

## N
- Niche - Renfoncement pris dans l'épaisseur d'un mur pour y placer un poêle, une figure[M 23].

## P
- Pan - En général le côté d'une figure rectiligne ; se dit aussi de la partie d'un tout, et c'est dans ce sens qu'on dit : un pan de mur, un pan coupé. Pan de mur - Une partie de la continuité d'un mur ; Pan coupé - La suppression de l'angle droit ou aigu que forment deux murs qui se rencontrent; Pan de bois - Assemblage de montants et de traverses de charpente remplis de plâtras ou cailloux bourdes en plâtre ou mortier, lattes ou non sur chacune des faces, et enduits de plâtre ou de mortier qu'on construit pour façade de maisons et pour leur distribution - On nomme aussi ces derniers cloisons[M 24].
- Palis - Treillage isolé, le plus souvent fait avec de gros échalas liés les uns contré les autres, servant à clore un terrain[L 2].
- Palissade - Palis à usage défensif constitué de pieux liaisonnés entre eux.
- Parapet - En général, une élévation de maçonnerie que l'on pratique au bord d'un terrain escarpé, comme aux deux côtés d'un pont de pierre, sur un mur de quai[M 24].
- Parpaing d'échiffre - Mur rampant par le haut, qui porte les marches d'un escalier, et sur lequel on pose la rampe de pierre, de bois ou de fer[M 22]
- Pied de mur - Partie inférieure d'un mur, comprise depuis l'empattement du fondement jusqu'au-dessus ou à hauteur de retraite[M 25]
- Pierre sèche - Mur à pierres sèches - Mur qui est construit en moellon ou en meulière sans aucun mortier[M 8].
- Pignon - Partie supérieure d'un mur qui a la forme d'un triangle, et où se termine la couverture d'un comble à deux égouts[M 26].
- Pilastre - Espèce de colonne carrée ou plate, qui a les mêmes proportions et ornements que la colonne de l'ordre dont il emprunte le nom ; il est ordinairement engagé dans les murs, n'ayant de saillie que le tiers, le quart, ou le sixième de son épaisseur[M 26].
- Pile - Massif de maçonnerie dont la forme est ordinairement un parallélépipède servant à porter les arches d'un pont de maçonnerie ou les travées d'un pont de bois[M 26].
- Pilier - Corps de pierre ou de maçonnerie de forme ronde ou carrée, servant à soutenir une voûte en arc ou en plate-bande[M 26].
- Pilier butant - Corps de pierre ou de maçonnerie élevé pour soutenir la poussée d'un arc ou d'une voûte, et qui se fait quelquefois en console ou en arcade - Voir Arc-boutant[M 26].
- Pilier de moulin à vent - Massif en maçonnerie qui se termine en cône, et qui porte la cage du moulin[M 27].
- Platée - Massif de fondement qui comprend toute l'étendue d'un bâtiment, comme aux aqueducs, arcs de triomphe et autres bâtiments publics[M 28].
- Pousser - Mur qui a fait ventre, qui est bouclé : on dit qu'il a poussé au vide[M 29].

## R
- Rechausser - Rétablir le pied d'un mur, y remettre de nouvelles pierres, de nouveaux moellons[M 30].
- Recoupements - Retraites fort larges pour des empattements (Voir Redents)[M 30].
- Recoupement - Nom qui désigne l'action du ravalement d'un vieux mur en pierres. On dit un recoupement de tant d'épaisseur[M 30].
- Redents - Ressauts qu'on pratique de distance en distance à la retraite d'un mur que l'on construit sur un terrain en pente pour le mettre de niveau dans chacune de ses parties, ou dans une fondation, à cause de l'inégalité de la consistance du terrain ou d'une pente escarpée[M 31].
- Réfection - Réparation partielle d'un mur en maçonnerie[M 31].
- Regratter - Enlever avec des ripes, des fers à retondre et le marteau, l'épiderme de la pierre d'un vieux mur pour le blanchir[M 32].
- Remonter - Élever un mur plus haut qu'il n'était[M 32].
- Remplage ou Remplissage (Maçonnerie en remplissage) - Construction faite de pierres de toutes sortes de grandeurs et grosseurs, qui sont liées avec mortier de ciment dans des espèces de caisses[M 33].
- Renfoncement - Profondeur de quelques polices, pratiquée dans l'épaisseur d'un mur, pour une table, une arcade, une niche, une fenêtre[1] feinte, etc[M 33].
- Renformir - Dans la réparation d'un mur, lancer des tuileaux dans les joints trop grands des moellons, ou rapporter des petits moellons dans les cavités, ou bien encore faire une forte charge avant l'enduit, soit en plâtras et plâtre ou en plâtre seulement, pour dresser la face du mur, d'un pan de bois[M 33].
- Reprendre - Réparer les fractions d'un mur dans sa hauteur ou le reprendre par sous-œuvre;Reprise - Toute réfection ou réparation faite dans la hauteur d'un mur; Reprise par épaulée - Voir Épaulée[M 34].
- Revêtement - Mur qui soutient les terres d'un rempart du côté de la campagne, d'une terrasse, d'un quai - On appelle aussi les dalles qui se rapportent au droit de la retraite d'un mur, dalles de revêtement; Revêtir - L'action de soutenir une terrasse, un quai, de rapporter des dalles au pied d'un mur[M 34].
- Rôtie - Exhaussement sur un mur de clôture mitoyen de la demi-épaisseur de ce mur, c'est-à-dire d'environ neuf pouces, avec de petits contre-forts d'espace en espace qui portent sur le reste du mur[M 35].

## S
- Sape - Tranchée ou ouverture qu'on fait au pied d'un mur pour le faire tomber; Saper - Abattre un mur par sous-œuvre, par le pied[M 36].
- Séparation - Division formée par des murs ou par des cloisons pour séparer une chambre ou un appartement d'avec un autre[M 37].

## T
- Table - Une partie de maçonnerie ou seulement de plâtre sur le mur, unie, lisse, saillante ou renfoncée, ordinairement de forme carrée ou rectangle. On nomme aussi table dans les ravalements faits de crépi moucheté en plâtre ou en mortier, les panneaux qui sont encadrés de bandes d'enduit[M 38].
- Talus, Talut ou Talud - Inclinaison sensible ou la pente qu'on donne au parement d'un mur de terrasse, de revêtement, de réservoir - Voir Mur[M 39].
- Taluter - Élever en talus, donner du talus à un mur[M 39].
- Tas de charge - Une saillie formée par plusieurs assises de pierres posées les unes sur les autres, qu'on nomme aussi encorbellement[M 39].
- Tête de mur, Tête de jambage - Épaisseur apparente d'un mur, à son extrémité, qui est revêtue ou non d'une chaîne ou d'une jambe étrière en pierre[M 40].
- Tondre ou Reblanchir - Faire une taille partielle et peu forte sur les assises d'un vieux mur pour l'affleurement de leur parement avec les pierres adjacentes[M 41].
- Tranchée - Une ouverture verticale ou horizontale, hachée dans un mur ou dans une cloison, pour y loger un poteau de cloison, une barre de fer, pour y placer et sceller les poutres et solives d'un plancher, les marches d'un escalier, enfin, pour y encastrer l'ancre d'un tirant, pour loger une descente. On fait aussi de ces tranchées pour retenir les tuyaux de cheminées qu'on adosse contre un mur[M 42].
- Travailler par épaulée - Reprendre par partie quelque portion de mur par sous-œuvre[M 42].
- Travaillé - Désigne un bâtiment mal construit, dont les murs bouclent et sortent de leur aplomb. On dit, le bâtiment a travaillé[M 42].
- Travailler par épaulée - Reprendre par partie quelque portion de mur par sous-œuvre[M 42].
- Trumeau - Partie d'un mur de face entre deux baies de porte ou de fenêtre[1],[M 43].
- Tour de moulin à vent - Mur circulaire qui porte de fond.
- Tour ronde - Parement convexe d'une portion de mur cylindrique ou conique.
- Tour creuse - Parement concave d'une portion de mur cylindrique ou conique[M 42].

## V
- Ventre - Partie d'un mur qui boucle ou qui sort de son aplomb sur un de ses parements[M 44]